# Musashi Suzuki
Musashi Suzuki (Montego Bay, 11 de febrer de 1994) és un futbolista japonès.

## Selecció japonesa
Va formar part de l'equip olímpic japonès als Jocs Olímpics d'estiu de 2016.